# Hochkirch
Hochkirch, tức là Bukecy theo tiếng Sobian, là một đô thị tự trị ở quận Bautzen, tại Sachsen ở nước Đức. Nó nằm cách Löbau 9 km về phía Tây Bắc, và cách Bautzen 10 km về phía Đông. Trong cuộc Chiến tranh Bảy năm (1756 - 1763), nơi đây diễn ra một trận đánh kịch liệt giữa quân Phổ do đích thân Quốc vương Friedrich II Đại Đế thống suất và 9 vạn quân Áo do Thống chế Bá tước Leopold Joseph von Daun thống lĩnh. Quân Phổ bị áp đảo và mặt quân số và canh chừng doanh trại thiếu nghiêm ngặt, trong khi quân Áo vẫn cứ đóng trước đó trong đêm ngày 13 tháng 10 năm 1758. Rạng sáng hôm sau, Daun cho tấn công từ mọi phía. Quân Phổ đại bại nhưng do trình độ kỷ cương cao nên lực lượng Kỵ Binh Phổ đã chặn đánh quân thù, gây tổn hại nặng nề cho người Áo và giúp cho quân Phổ rút lui an toàn. Tuy mất con chiến mã của mình và nhiều cận tướng, nhưng Friedrich II Đại Đế phục hồi lại được sau thất bại này.

## Tranh cảnh

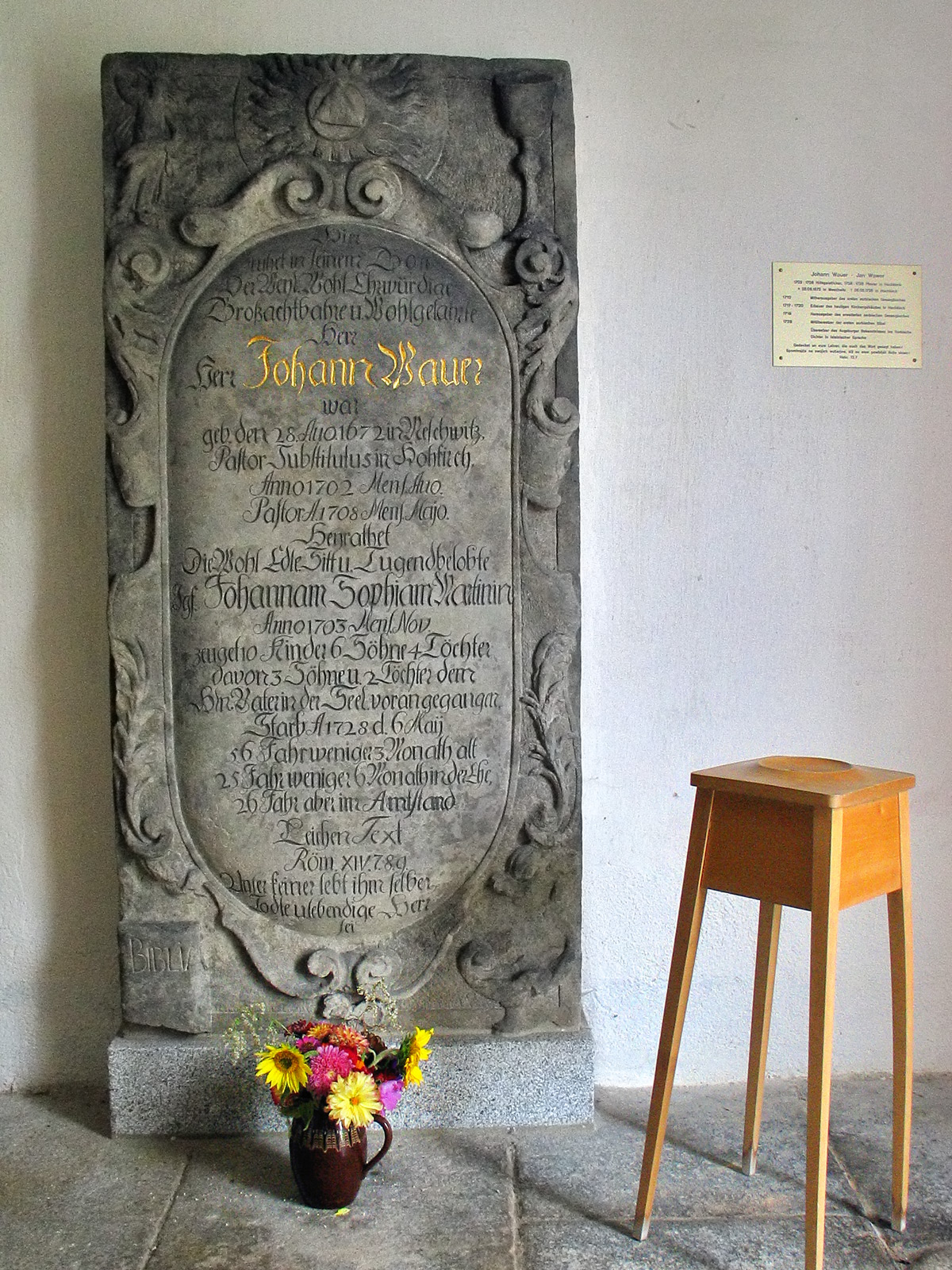
Mộ phần của Johann Wauer (1672–1728) (Sorbian Jan Wawer) tại Hochkirch ở miền Đông Sachsen, nước Đức. Vào năm 2003. hòn đá được phục hồi và được chuyển như một mộ chí vào Thánh đường Hochkirch